# مولیر (نمایشنامه)
مولیر (نام روسی: Кабала святош) نمایشنامه‌ای روسی نوشتهٔ میخائیل بولگاکف است.
محور نمایشنامهٔ مولیر، زندگی نمایشنامه‌نویس فرانسوی، ژان باپتیست پوکلن، مشهور به مولیر، با تمرکز بر سه سال آخر زندگی وی است. وی به خاطر نوشتن تارتوف، دن ژوان و مردم‌گریز مورد خشم کلیسا قرار گرفت و به دست حاکمان کلیسا کشته شد.

## خلاصه داستان
نمایشنامهٔ مولیر (نام روسی: Кабала святош) به سه سال آخر زندگی مولیر، کمدین فرانسوی، می‌پردازد. مولیر به خاطر نوشتن نمایشنامه‌های تارتوف، دن ژوان و مردم‌گریز مغضوب حاکمان کلیسا واقع می‌شود و اسقف اعظم پاریس و پیروانش در مقابل وی که در اوج محبوبیت است، می‌ایستند.
آن‌ها یک گروه مخفی تشکیل می‌دهند که با تفسیر به رأی انجیل به نتیجه می‌رسند که مولیر به دلیل نوشتن کمدی‌های پیش از این گفته‌شده، مرتد به‌شمار آمده و مستحق مرگ است.
آن‌ها ازدواج مولیر با هنرپیشه جوان گروهش را بهانه و دستاویزی قرار می‌دهند و بدین سبب  همسر سابق مولیر را که او هم هنرپیشه گروه است به اعتراف علیه مولیر مجبور می‌کنند. مولیر که در استخدام پادشاه است از او انتظار حمایت و پشتیبانی دارد. لویی چهاردهم ابتدا جانب مولیر را می‌گیرد و اهمیتی به بدگویی‌های اسقف اعظم پاریس نمی‌دهد، اما در نهایت پشت او را خالی می‌کند و او را به کلیسا تسلیم می‌کند.

## نقد و تحلیل
بولگاکف در نمایشنامهٔ مولیر با زیبایی و رندی سه قدرت صاحب نفوذ جامعه یعنی دربار، کلیسا و هنر را رو در روی هم قرار می‌دهد. نتیجهٔ این کشمکش و مبارزه، قربانی شدن مولیر است.
بولگاکف در ساختن فضای حاکم بر عصر لویی چهاردهم نیز ماهرانه عمل می‌کند. تصویری که او خلق می‌کند، تصویر جامعه‌ای است که زیر سلطهٔ حکومتی مطلقه است و در آن طنز واقعی مجالی برای رشد نمی‌یابد. کمدی تنها می‌تواند در حیطهٔ فکاهیات و لودگی گام بردارد و اگر غیر از این باشد سر صاحبش را بر باد می‌دهد.
با این حال مولیر کوتاه نمی‌آید و در عین حالی که در خدمت پادشاه است، آزادگی‌اش را از دست نمی‌دهد، در مقابل او زانو نمی‌زند و به تملق و چاپلوسی متوسل نمی‌شود. پیش از آن‌که به وصف پادشاه بپردازد در حضور وی ابتدا از خود به‌عنوان بازیگر حرف می‌زند، سپس به تئاتر محبوبش پاله‌رویال می‌پردازد و از نقش اجتماعی کمدی می‌گوید. تنها زمانی که اشراف حاضر در تئاتر از جسارت او ابراز شگفتی می‌کنند، اشعارش را به افتخار پادشاه فرانسه به پایان می‌برد.
بولگاکف در همان ابتدای نمایش، مولیر را در پشت صحنه نشان می‌دهد و با نمایش حساسیت اجرا در حضور پادشاه، درگیری خانوادگی مولیر و روابط شخصی‌اش ماهرانه گره‌افکنی می‌کند و با ظرافت و سادگی مولیر را به عنوان بازیگر و نمایشنامه‌نویسی نابغه معرفی می‌کند و در مرکز اثر خود به حرکت درمی‌آورد. کنش دراماتیک، انگار که از درون تحت فشار باشد، باز می‌شود و گسترش می‌یابد. در ادامه تلاطم زندگی مولیر بیشتر و بیشتر می‌شود؛ زندگی خانوادگی‌اش به‌هم می‌ریزد؛ رابطه‌اش با کلیسا به تیرگی می‌گراید و حمایت پادشاه را از دست می‌دهد.
نمایشنامهٔ مولیر از دو منظر دیگر نیز حائز اهمیت است: یکی از لحاظ تیپ‌های متنوعی که بولگاکف با حوصله و دقت ساخته و پرداخته، دیگر از نظر طرح و توطئه‌های سرگرم‌کننده و جذابی که تماشاگر را تا انتهای نمایش نگه می‌دارد. طرح و توطئه در مولیر دارای مفهومی درونی است، در خدمت کشش دراماتیک است و آن را تقویت می‌کند.
زندگی شخصی و حرفه‌ای_اجتماعی مولیر در هم تنیده می‌شود و روابط خانوادگی‌اش به‌هم می‌ریزد. مادلنا بژار، هنرپیشهٔ مستعد گروه که بیست سال وفادارانه با مولیر زندگی کرده، اکنون از او روی گردانده و در صحنهٔ اعتراف در برابر شارون، زیر فشار روانی، اعترافی می‌کند که موجب تکفیر مولیر می‌شود و در نهایت به قیمت جانش تمام می‌شود.
رویارویی مولیر با شارون، نقطهٔ اوج نمایشنامه است. بولگاکف در این‌جا با زیرکی دو نیروی اجتماعی را روبه‌روی هم قرار می‌دهد و مفهومی نمادین را به ذهن متبادر می‌سازد. این دو نیرو نه به خاطر زندگی بخشیدن، که به‌خاطر فنا کردن رو در روی هم ایستاده‌اند. بولگاکف علاوه بر این، از تراژدی نخبه‌کشی در جهت بذله‌گویی سیاسی نیز استفاده می‌کند. او مولیر نابغه را در برابر پادشاه ظالم قرار می‌دهد و کاری می‌کند که نبوغ او سرانجام باعث نابودی‌اش می‌شود.
بولگاکف بر ریاکاری لویی چهاردهم تمرکز می‌کند و عظمت ساختگی و متکبرانهٔ او را آشکار می‌سازد. لویی ابتدا از در لطف و مرحمت درمی‌آید تا مولیر نابغه را رام کند، اما تضاد میان آن دو جدی‌تر از آن است که با این ترفندها رنگ ببازد و از میان برود؛ چنان‌که نمی‌رود و در پردهٔ چهارم نمایشنامه آشکار می‌شود. پادشاه لطف خود را از مولیر دریغ می‌کند، او را که بیمار و تنها شده، از طریق اسقف اعظم و پیروانش متوقف می‌کند، و مولیر، مأیوس و ناامید، در حالت نیمه‌دیوانگی، پادشاهی را که ولی‌نعمتش بود و پیش از آن وی را «آفتاب فرانسه» نامیده بود، ترک می‌کند.
همچنان مولیر نام یک نمایشنامه نویس فرانسوی نیز هست.

## شخصیت‌های نمایشنامه
- ژان باتیست پوکلن دِ مولیر؛ هنرپیشه و درام‌نویس مشهور
- مادلنا بژار؛ هنرپیشه
- آرماندا بژار؛ هنرپیشه
- ماری‌یتا ریوال؛ هنرپیشه
- شارل وارله د لاگرانژ؛ هنرپیشه با لقب کاتب
- زاخاریا موارون؛ هنرپیشهٔ مشهور، عاشق
- فلوبر دو کرویزی؛ هنرپیشه
- ژان ژاک بوتون؛ متصدی شمع‌ها و خدمتکار مولیر
- لویی کبیر؛ پادشاه فرانسه
- مارکی د ارسینی؛ دوئل‌کننده، با لقب یک‌چشم
- مارکی د شارون؛ اسقف اعظم پاریس
- مارکی د لساک؛ شرط‌بند
- کفاش درستکار؛ دلقک پادشاه
- شارلاتان؛ نوازندهٔ هارپ
- زن ناشناس نقاب‌دار
- پدر بارثلمی؛ واعظ آواره
- برادر قدرت؛ عضو انجمن فداییان
- برادر ایمان؛ عضو انجمن فداییان
- رنه؛ دایهٔ سالخوردهٔ مولیر
- راهبه
- سوفلور
- اعضای انجمن فداییان
- درباریان، تفنگ‌داران و دیگران[۴]